# 朴用鎮
朴用鎮（：／ Park Yong-jin；1971年4月17日—），大韓民國勞工運動出身的自由派政治人物。
朴用鎮為左翼政黨民主勞動黨的創黨黨員，2000年國會選舉在江北乙選區未能成功當選國會議員，並於2004年起擔任該黨的發言人。2008年國會選舉時，朴用鎮以進步新黨身分參選，再度落選。2016年和2020年國會選舉則以共同民主黨名義參選，均獲勝選。